# استرپتازولین
استرپتازولین (به انگلیسی: Streptazolin) یک ترکیب شیمیایی با شناسه پاب‌کم ۱۱۷۶۹۶۷۶ است.